# Winchester City FC
Winchester City FC (celým názvem: Winchester City Football Club) je anglický fotbalový klub, který sídlí ve městě Winchester v nemetropolitním hrabství Hampshire. Založen byl v roce 1891 pod názvem Winchester Swallows FC. Od sezóny 2018/19 hraje v Southern Football League Division One South (8. nejvyšší soutěž). Klubové barvy jsou červená a černá.
Své domácí zápasy odehrává na stadionu The City Ground s kapacitou 4 500 diváků.

## Historické názvy
Zdroj: 
- 1891 – Winchester Swallows FC (Winchester Swallows Football Club)
- 1894 – Winchester FC (Winchester Football Club)
- 1907 – Winchester City FC (Winchester City Football Club)

## Získané trofeje
- FA Vase ( 1× )
  - 2003/04
- Hampshire Senior Cup ( 2× )
  - 1930/31, 2004/05

## Úspěchy v domácích pohárech
Zdroj: 
- FA Cup
  - 4. předkolo: 1929/30, 1930/31, 1954/55
- FA Trophy
  - 3. předkolo: 2016/17
- FA Vase
  - Vítěz: 2003/04

## Umístění v jednotlivých sezonách
Stručný přehled
Zdroj: 
- 1971–1973: Southern Football League (Division One South)
- 1978–1979: Hampshire League (Division Two)
- 1979–1980: Hampshire League (Division Three)
- 1980–1982: Hampshire League (Division Two)
- 1982–1986: Hampshire League (Division Three)
- 1986–1992: Hampshire League (Division Two)
- 1992–2001: Hampshire League (Division One)
- 2001–2003: Hampshire League (Premier Division)
- 2003–2004: Wessex Football League
- 2004–2006: Wessex Football League (Division One)
- 2006–2009: Southern Football League (Division One South & West)
- 2009–2012: Wessex Football League (Division One)
- 2012–2013: Southern Football League (Division One South & West)
- 2013–2015: Wessex Football League (Division One)
- 2015–2017: Southern Football League (Division One South & West)
- 2017–2018: Southern Football League (Division One West)
- 2018– : Southern Football League (Division One South)

Jednotlivé ročníky
Zdroj: 
Legenda: Z – zápasy, V – výhry, R – remízy, P – porážky, VG – vstřelené góly, OG – obdržené góly, +/- – rozdíl skóre, B – body, červené podbarvení – sestup, zelené podbarvení – postup, fialové podbarvení – reorganizace, změna skupiny či soutěže
| Sezóny  | Liga                                                 | Úroveň | Z  | V  | R  | P  | VG  | OG  | +/- | B   | Pozice |
| ------- | ---------------------------------------------------- | ------ | -- | -- | -- | -- | --- | --- | --- | --- | ------ |
| 2009/10 | Wessex Football League (Premier Division)            | 9      | 42 | 13 | 18 | 11 | 66  | 59  | +7  | 57  | 11.    |
| 2010/11 | Wessex Football League (Premier Division)            | 9      | 42 | 25 | 8  | 9  | 84  | 52  | +32 | 83  | 3.     |
| 2011/12 | Wessex Football League (Premier Division)            | 9      | 42 | 33 | 5  | 4  | 138 | 39  | +99 | 104 | 1.     |
| 2012/13 | Southern Football League (Division One South & West) | 8      | 42 | 9  | 2  | 31 | 42  | 105 | -63 | 26  | 22.    |
| 2013/14 | Wessex Football League (Premier Division)            | 9      | 42 | 25 | 6  | 11 | 93  | 41  | +52 | 81  | 5.     |
| 2014/15 | Wessex Football League (Premier Division)            | 9      | 40 | 28 | 5  | 7  | 120 | 38  | +82 | 89  | 2.     |
| 2015/16 | Southern Football League (Division One South & West) | 8      | 42 | 24 | 11 | 7  | 97  | 49  | +48 | 83  | 5.     |
| 2016/17 | Southern Football League (Division One South & West) | 8      | 42 | 16 | 5  | 21 | 62  | 70  | -8  | 53  | 14.    |
| 2017/18 | Southern Football League (Division One West)         | 8      | 42 | 17 | 10 | 15 | 73  | 66  | +7  | 61  | 11.    |
| 2018/19 | Southern Football League (Division One South)        | 8      | 38 |    |    |    |     |     |     |     |        |